# Pitardella caudatifolia
Pitardella caudatifolia är en måreväxtart som först beskrevs av Charles-Joseph Marie Pitard, och fick sitt nu gällande namn av Deva D. Tirvengadum. Pitardella caudatifolia ingår i släktet Pitardella och familjen måreväxter.
Artens utbredningsområde är Kambodja. Inga underarter finns listade i Catalogue of Life.